# Вірджинія Раджі
Вірджинія Раджі (італ. Virginia Raggi; нар. 18 липня 1978, Рим) — італійська політична діячка та адвокатка, мер Риму (2016—2021).

## Біографія

### Ранні роки та початок політичної кар'єри
Народилася 18 липня 1978 в Римі, росла в районі Сан-Джованні, закінчила ліцей імені Ісаака Ньютона. Вищу юридичну освіту здобула в Третьому Римському університеті, де спеціалізувалася на авторському праві, інтелектуальній власності і нових технологіях. Була волонтеркою в кількох муніципальних собачих прийомниках, взяла участь в організації кількох груп солідарних покупок" (GAS) — рід споживчої кооперації. З 2007 року працювала в Римському університеті «Форо Італіко» на посаді cultore della materia. Вступила в Рух п'яти зірок, в березні 2011 року обрана в комунальний рада Риму, в 2013 році переобрана. Особливу увагу в цей період приділяла питанням шкільної освіти та охорони довкілля. Її ім'я помилково виникало у списках міських посадовців, причетних до гучного скандалу навколо корупції і зв'язків з мафією (так званий скандал Mafia Capitale), але всі підозри були спростовані в офіційному листі префекта Риму Франко Габріеллі. Як і всі кандидати Руху п'яти зірок, Раджі підписала контракт, який зобов'язує її сплатити великий штраф і піти у відставку у разі, якщо вона завдасть шкоди іміджу Руху. Згідно з цим документом, після обрання вона зобов'язалася представляти на розгляд експертів Беппе Грілло всі важливі документи, прийняті комунальною радою.

### Участь у виборах мера Риму
23 лютого 2016 стала офіційною кандидаткою Руху на посаду мера Риму, перемігши на праймеріз з результатом 45,5 % голосів (її основний суперник Марчелло Де Віта отримав 35 %).

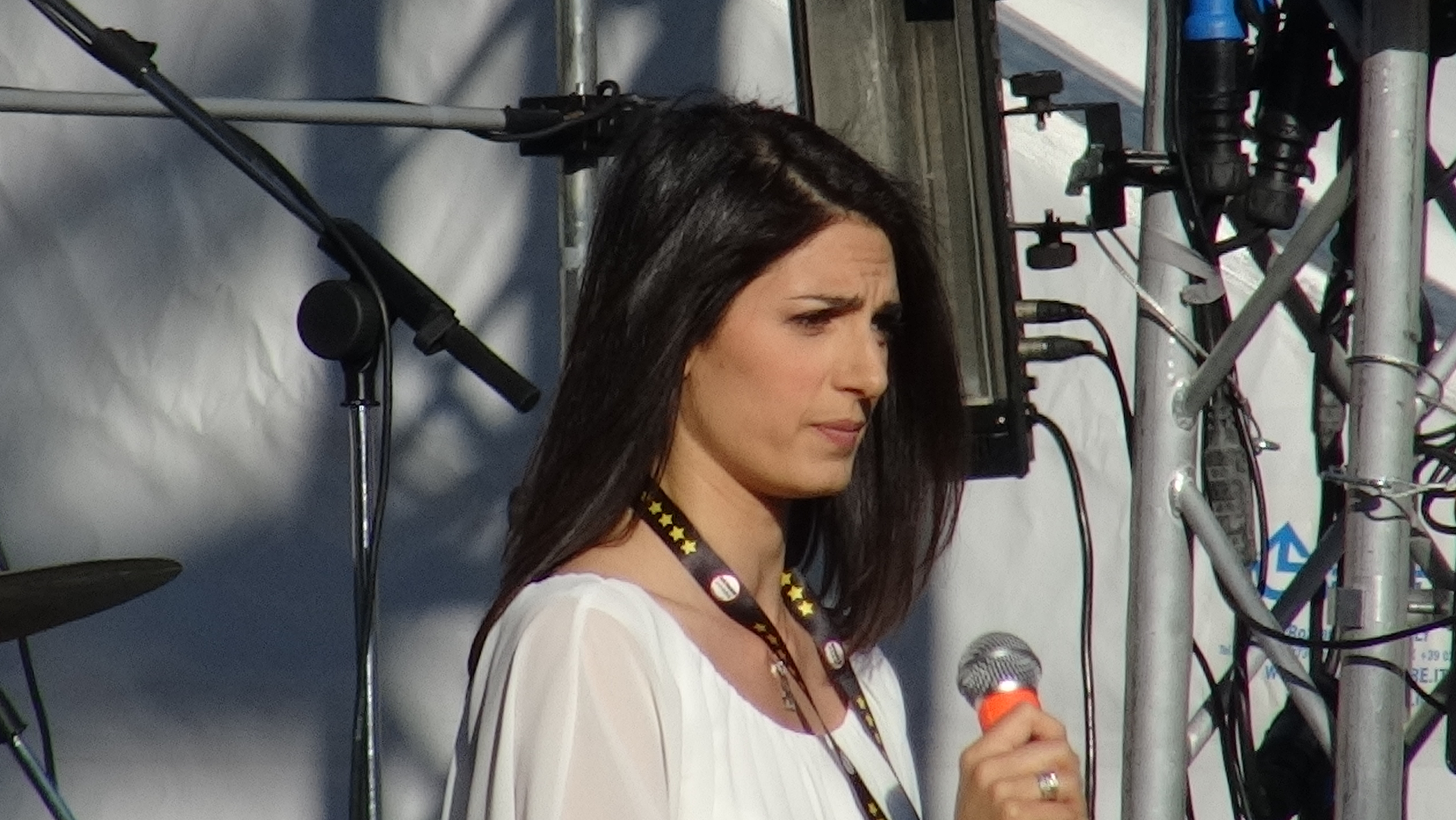
На передвиборному мітингу 3 червня 2016

25 лютого 2016, вже після висунення її кандидатури, під тиском журналістів підтвердила, що по закінченні університету з 2003 по 2006 проходила адвокатську практику в юридичному бюро, заснованому колишнім міністром і соратником Сільвіо Берлусконі Чезаре Превіті, який саме у той період і був засуджений за корупційним звинуваченням. Раніше вона не згадала про це безпосередньо у своїй автобіографії, опублікованій на сайті Беппе Ґрілло. Критично налаштовані спостерігачі нагадують, що тоді багато ровесників Раджі прагнули захистити Конституцію, законність, свободу сатири та інформації від посягань другого уряду Берлусконі і прихильників тодішнього прем'єра, одним з яких був саме Превіті. Викладачем Вірджинії Раджі в університеті і її покровителем на початку юридичної кар'єри був П'єреміліо Саммарко (Pieremilio Sammarco), тісно пов'язаний у ті часи з Берлусконі. Саме Саммарко представляв інтереси компанії Mediaset в позові на відшкодування моральної шкоди в обсязі 20 млн євро проти Сабіни Гуццанті і Марко Травальйо. У 2006 Саммарко заснував власне адвокатське бюро, і Раджі перейшла туди, про що також не згадала в автобіографії для виборів мера 2016 року, хоча при підготовці до комунальних перевиборів 2013 року не приховувала ні цього, ні кількох спільних з Саммарко наукових статей, написаних у 2003—2007 роках.
5 червня 2016 року Вірджинія Раджі перемогла в першому турі виборів мера Риму з результатом 35,25 % голосів і вийшла у другий тур. Її суперником став заступник голови Палати депутатів Італії Роберто Джакетті, кандидат від лівоцентристської коаліції на чолі з Демократичною партією за участю «зелених» та Цінностей Італії (у першому турі він отримав 24,87 %).
17 червня 2016, за два дні до другого туру голосування, у пресі з'явилися нові звинувачення проти Раджі — вона нібито приховала у своїй декларації про доходи відомості про адвокатський гонорар в розмірі менше 2 тис. євро, отриманому від місцевого управління охорони здоров'яместного управления здравоохранения міста Чивітавекк'я (ASL RMF) в період, коли Раджі була депутаткою ради комунального Риму. 18 червня Раджі опублікувала у своєму Фейсбуці декларацію про доходи за 2015 рік на доказ хибності висунутих проти неї звинувачень, і представники Демократичної партії звинуватили її в порушенні «дня тиші».

### Мер Риму

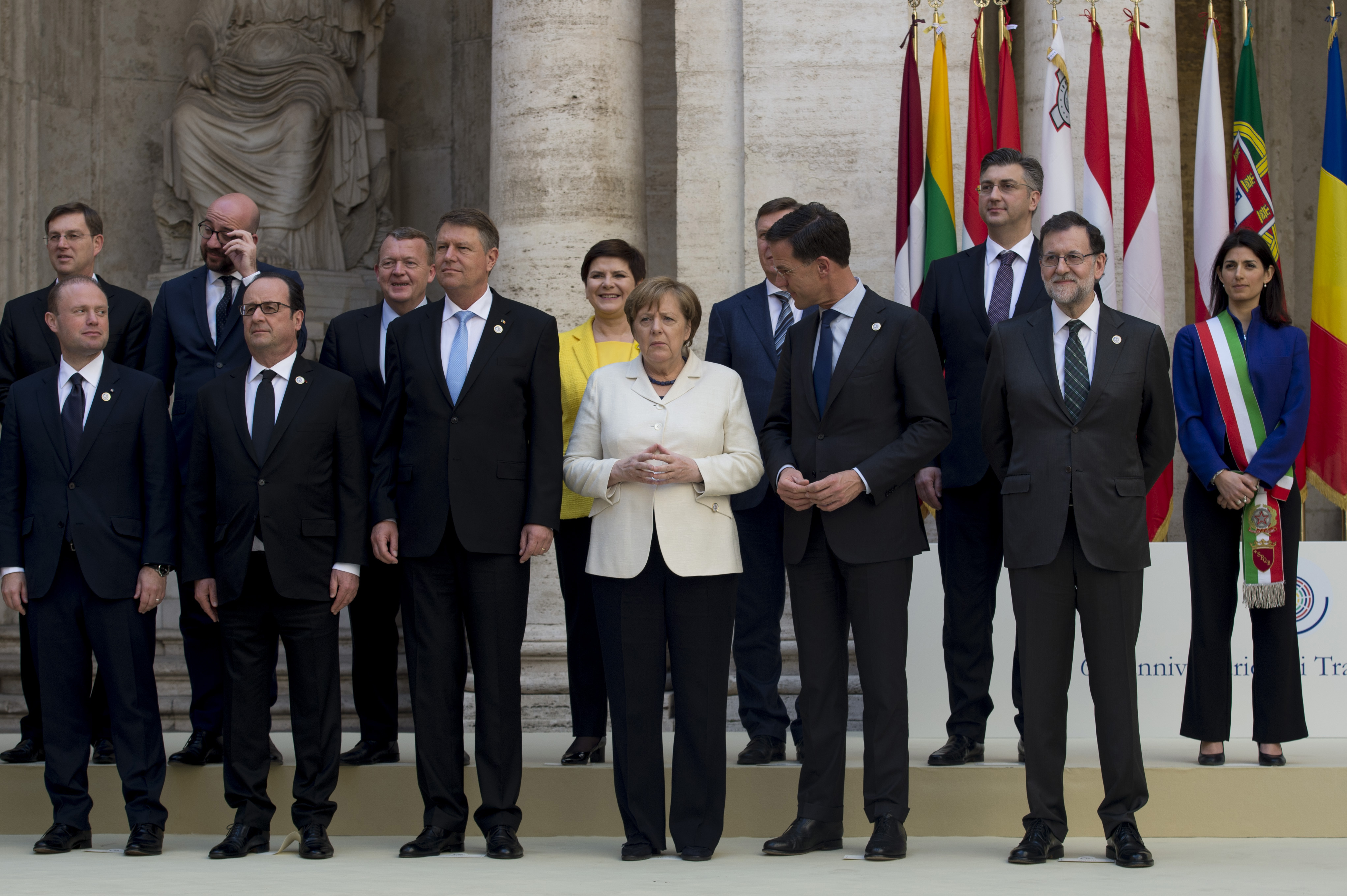
Раджі (крайня праворуч) на фотосесії лідерів країн Євросоюзу на святкуванні 60-річчя підписання Римського договору (25 березня 2017 року).

19 червня 2016 року перемогла у другому турі виборів з результатом 67,15 % голосів проти 32,85 % у Джакетті.
22 червня 2016 року голова Центрального виборчого управління суду Рима Франческо Одді (Francesco Oddi) офіційно оголосив про обрання Вірджинії Раджі мером Риму.
На початку вересня 2016 року в адміністрації Раджі склалися серйозні кадрові проблеми. З'ясувалося, що асесорка з питань охорони довкілля Паола Мураро перебуває під слідством, потім рішення про призначення головою апарату Карли Райнери було скасовано через скандал навколо призначеної їй зарплати в розмірі 193 тис. євро на рік, до того ж пішли у відставку асесор по бюджету Марчелло Міненна, керівник компанії міського громадського транспорту (ATAC) Марко Реттіг'єрі, президент муніципальної компанії з охорони довкілля (AMA) Алессандро Солідоро. Ситуація набула характеру повномасштабної політичної кризи навколо Руху п'яти зірок, у розв'язанні якого взяли участь Беппе Грілло, а також такі визначні члени керівництва, як Луїджі Ді Майо і Алессандро Ді Баттіста.
21 вересня 2016 року, без проведення будь-яких консультацій з НОК Італії, Раджі оголосила про відмову від планів вступу Риму в боротьбу за право проведення Олімпійських ігор 2024 року, назвавши такі наміри безвідповідальними і заявивши на пресконференції, що місто ще не розплатилося з боргами, які виникли через Олімпіади 1960 року.
3 листопада 2016 року міська адміністрація ухвалила рішення про ліквідацію керуючої компанії Римського метрополітену через її неефективність.
16 січня 2017 року оголошені підсумки соціологічного дослідження популярності політичних діячів Governance Poll 2016, в якому Раджі посіла передостаннє місце серед мерів, отримавши 44 % підтримки (падіння на 23 % порівняно з минулим результатом).

## Юридичне переслідування
22 червня 2016 року прокуратура Риму порушила справу за питання гонорарів Раджі від управління охорони здоров'я Чивітавекк'я на підставі заяви Ренато Ієнаро (Renato Ienaro), заступника голови Національної асоціації «Свобода і прогрес» (Associazione nazionale libertà e progresso, скорочено ANLEP) і одночасно керівника відділення Демократичної партії в столичній області Лаціо. Тим не менш, ні коло підозрюваних, ні навіть сам факт злочину поки не встановлені.
16 грудня 2016 року Слідчий відділ провінційного римського командування карабінерів за запитом прокуратури Риму заарештував Раффаеле Марра, якого преса називає «правою рукою» Вірджинії Раджі (він обіймав посаду заступника глави римської міської адміністрації). Проти нього висунуті звинувачення в корупції, оскільки, будучи директором з нерухомості та будівлі міської адміністрації у 2010 році, за часів мера Алеманно, він придбав у групи Серджо Скарпелліні «Progetto 90» розкішні житлові апартаменти за ціною на 500 тис. євро нижче ринкової (на 40 % дешевше ідентичної квартири, проданої тією ж групою приблизно в той же час). Проблема конфлікту інтересів щодо Марра обговорювалася вже протягом кількох місяців, і Вірджинію Раджі звинуватили в необачності при підборі кадрів.
17 січня 2017 року суд відхилив цивільний позов близького до Демократичної партії адвоката Венерандо Монелло проти Раджі, Беппе Грілло і Давида Казаледжо (сина і спадкоємця покійного Джанроберто Казаледжо), в якому наявність передвиборчого контракту між Вірджинією Раджі і Рухом п'яти зірок характеризувалася як порушення 67-ї статті Конституції Італії, яка забороняє секретні співтовариства. Положення цього контракту про штраф у розмірі 150 тис. євро за порушення етичного кодексу Руху також визнано законним.
19 січня 2017 року стало відомо, що Раджі перебуває під слідством за позовом Європейської партії захисту тварин за звинуваченням у зловживанні службовим становищем через неможливість для компанії, яка перемогла в конкурсі на управління міськими собачими притулками, приступити до виконання своїх обов'язків ще з 1 жовтня 2016 року (на думку позивачів, з травня 2016 року приватна компанія Avcpp незаконно утримує притулки в своєму розпорядженні, не допускаючи до них законних керуючих). Прокуратура запросила надсилання справи в архів через відсутність складу злочину в діях Вірджинії Раджі.
2 лютого 2017 року з'явилися повідомлення, що в центрі поліцейського розслідування перебуває випадок з якимсь Сальваторе Ромео (Salvatore Romeo), який через короткий час після того, як застрахував своє життя на 30 тис. євро, вказавши бенефіціаркою Вірджинію Раджі, був призначений головою її секретаріату зі збільшенням його річного доходу з 39 тис. до 110 тис. євро. У той же день ввечері слідчі близько години допитували Раджі, яка відкинула звинувачення і заявила, що нічого не знала про згаданий страховий поліс Ромео. За уточненими даними, Ромео оформив два такі поліси. Перший, безстроковий, на 30 тис. євро — у січні 2016 року, коли Раджі була тільки рядовою членкинею ради комунального Риму, а другий, з терміном дії до 2019 року, на суму 3 тис. євро — кілька місяців потому. Ромео пояснив свій вибір бенефіціара особистим ставленням і підтвердив, що Раджі нічого про це не знала (за свідченнями очевидців, коли слідчі пред'явили Раджі відповідний пункт полісу, вона розсміялася).
29 вересня 2017 року la Stampa повідомила, що справу Сальваторе Ромео відправлено в архів через відсутність події злочину, але щодо Вірджинії Раджі прокуратура Риму порушила нове розслідування: управління по боротьбі з корупцією запідозрило її в порушенні норм закону при призначенні Ренато Марра — брата колишнього заступника мера Раффаеле Марра — на посаду міського голови департаменту туризму (Раджі звинувачують у тому, що вона збрехала антикорупційному управлінню, стверджуючи, що призначення не було узгоджене з Раффаеле Марра).

## Особисте життя
Вірджинія Раджі одружена з керівником технічної служби радіостанції Radio Dimensione Suono Андреа Северіні, у подружжя є син. Раджі та Северіні прийшли в політику разом і випадково: у числі представників свого кварталу з'явилися на прийом до муніципального чиновника Альфредо Міліоні домагатися організації автобусного проїзду до найближчої станції метро, а той запитав, хто з відвідувачів — старший. У 2013 році обоє взяли участь у комунальних виборах, але Северіні отримав лише 132 голоси, а Раджі — 1525, опинившись за кількістю поданих голосів другою у списку Руху п'яти зірок.